# Piazza della Vittoria (Napoli)
Piazza della Vittoria (o, semplicemente, Piazza Vittoria) è un'importante piazza della città di Napoli, tra i quartieri Chiaia e San Ferdinando.

## Il nome
La piazza è denominata della Vittoria, dedicata alla famosa battaglia di Lepanto combattuta dalla cristianità contro i turchi. Per la coalizione cristiana fu la Madonna ad intervenire per il buon esito, così la figlia del comandante di una delle flotte cristiane volle la costruzione di una chiesa che rimembrasse la vittoria. Questa fu la chiesa di Santa Maria della Vittoria la quale affaccia appunto sulla piazza, tra via Vannella Gaetani e via Giorgio Arcoleo.

## Descrizione

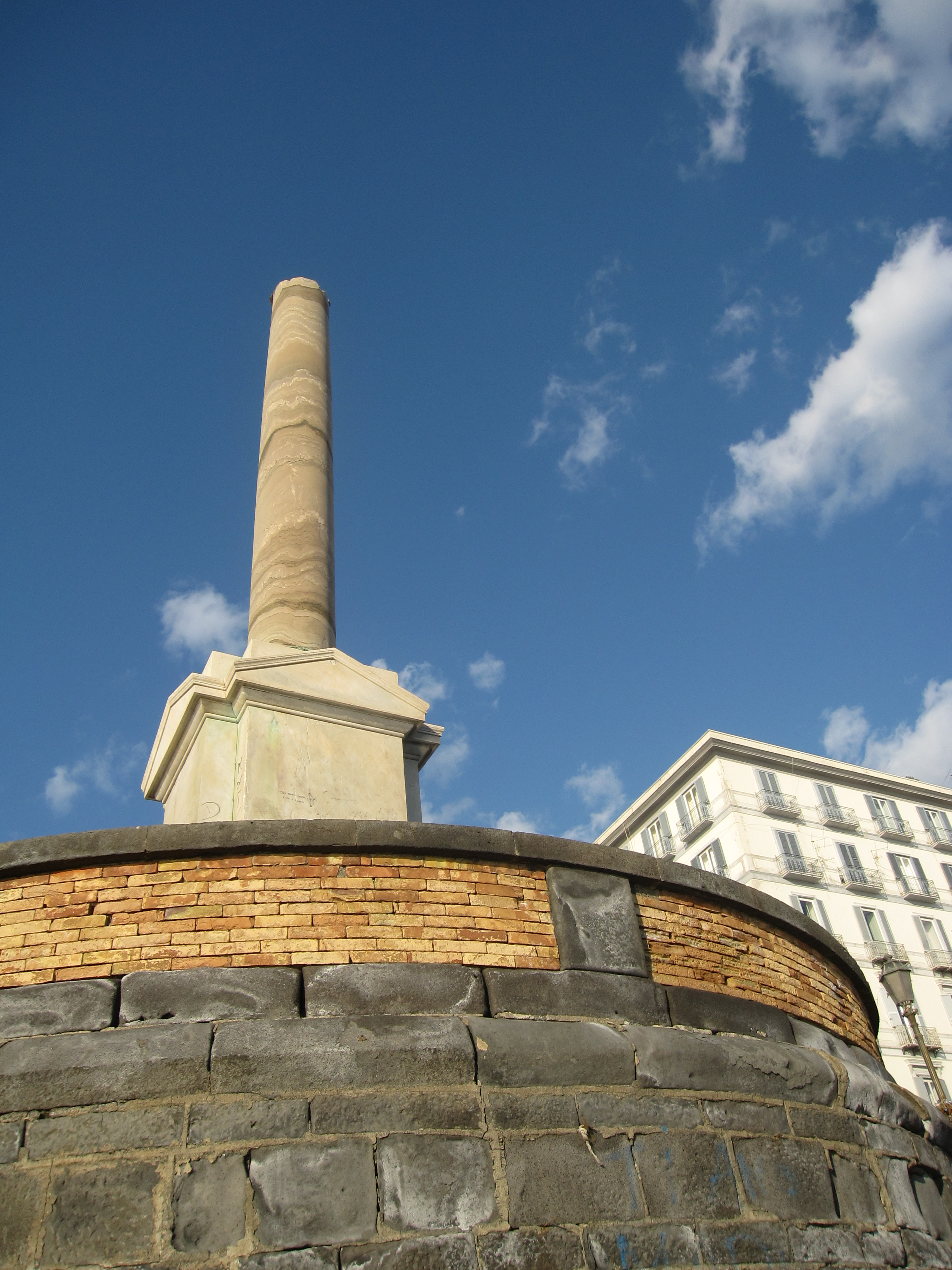
La colonna spezzata ripresa dal basso

Crocevia importantissimo della viabilità urbana, riceve il traffico proveniente dal porto (tramite la Galleria della Vittoria) da via Vannella Gaetani, per dirigerlo nella Riviera di Chiaia e quindi verso Mergellina e Fuorigrotta. Viceversa, fa transitare le auto provenienti dalla zona occidentale in via Giorgio Arcoleo, un tempo chiamata via della Vittoria.
A nord sono poste le statue neoclassiche della Villa comunale (o Reale, perché voluta da Ferdinando IV di Borbone). Vicino al mare, ad ovest della piazza, si trova il monumento ai Caduti del mare. A sud della piazza, rivolte verso la villa, sono poste le statue di Nicola Amore a sinistra e Giovanni Nicotera a destra, opere di Francesco Jerace. La statua del primo, sindaco di Napoli nel periodo del Risanamento, era in origine posta nell'omonima piazza crocevia di corso Umberto I e via Duomo, ma fu spostata nel 1938 per eliminare ogni ostacolo dal rettilineo che avrebbe percorso Adolf Hitler in visita a Napoli per la rivista della Regia Marina. Da allora la statua è posizionata dove tuttora si trova. La statua del secondo invece è situata nella piazza dal giorno in cui fu inaugurata, il 2 luglio 1900. Ad est della piazza, poco prima dell'inizio della Riviera di Chiaia sbuca via Calabritto, famosa strada del quartiere di Chiaia per via dei negozi d'alta moda che la rendono una delle strade più chic della città.

## Trasporti
Piazza Vittoria è anche un importante nodo dei trasporti cittadini: estremo occidentale della rete tranviaria di Napoli fino ai primi mesi del 2011 (per via di un cantiere in piazza Municipio che rende impossibile la circolazione dei tram oltre il Castel Nuovo), ma anche fermata fondamentale di molte linee che collegano il centro con la zona occidentale.
Sebbene sia più facile raggiungere la piazza tramite trasporto su gomma, le stazioni della metropolitana più vicine alla piazza sono quelle di San Pasquale e Chiaia della linea 6.
La Galleria della Vittoria, inaugurata nel 1929, passa sotto Pizzofalcone collegando il Rione della Vittoria, alle spalle dell'omonima piazza, con via Acton e il Molo Siglio, ai limiti del quartiere San Ferdinando.

## Curiosità
- In Piazza della Vittoria si trova la bottega sartoriale di E. Marinella.

## Altre immagini

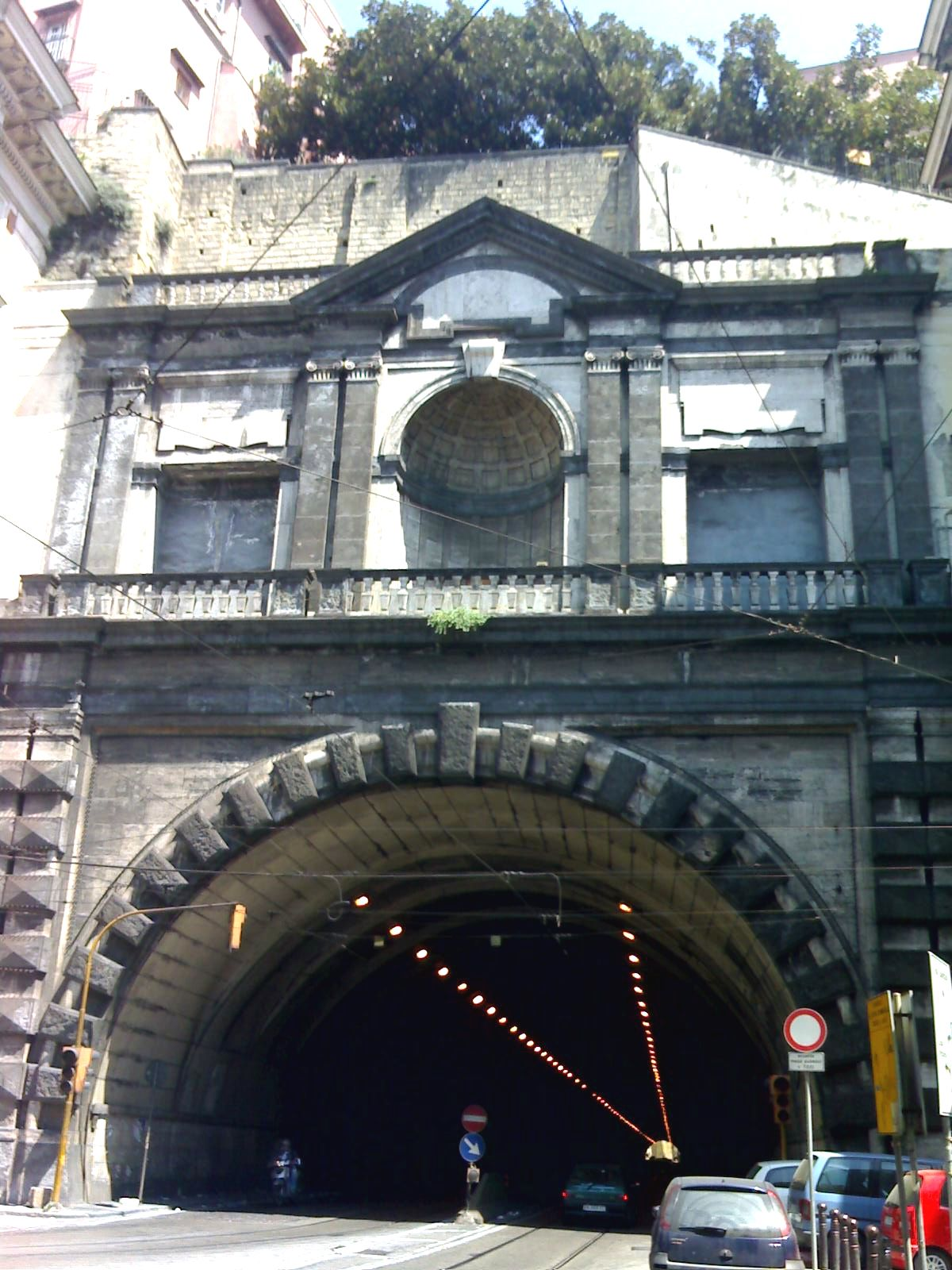
Il tunnel della Vittoria dal lato della piazza
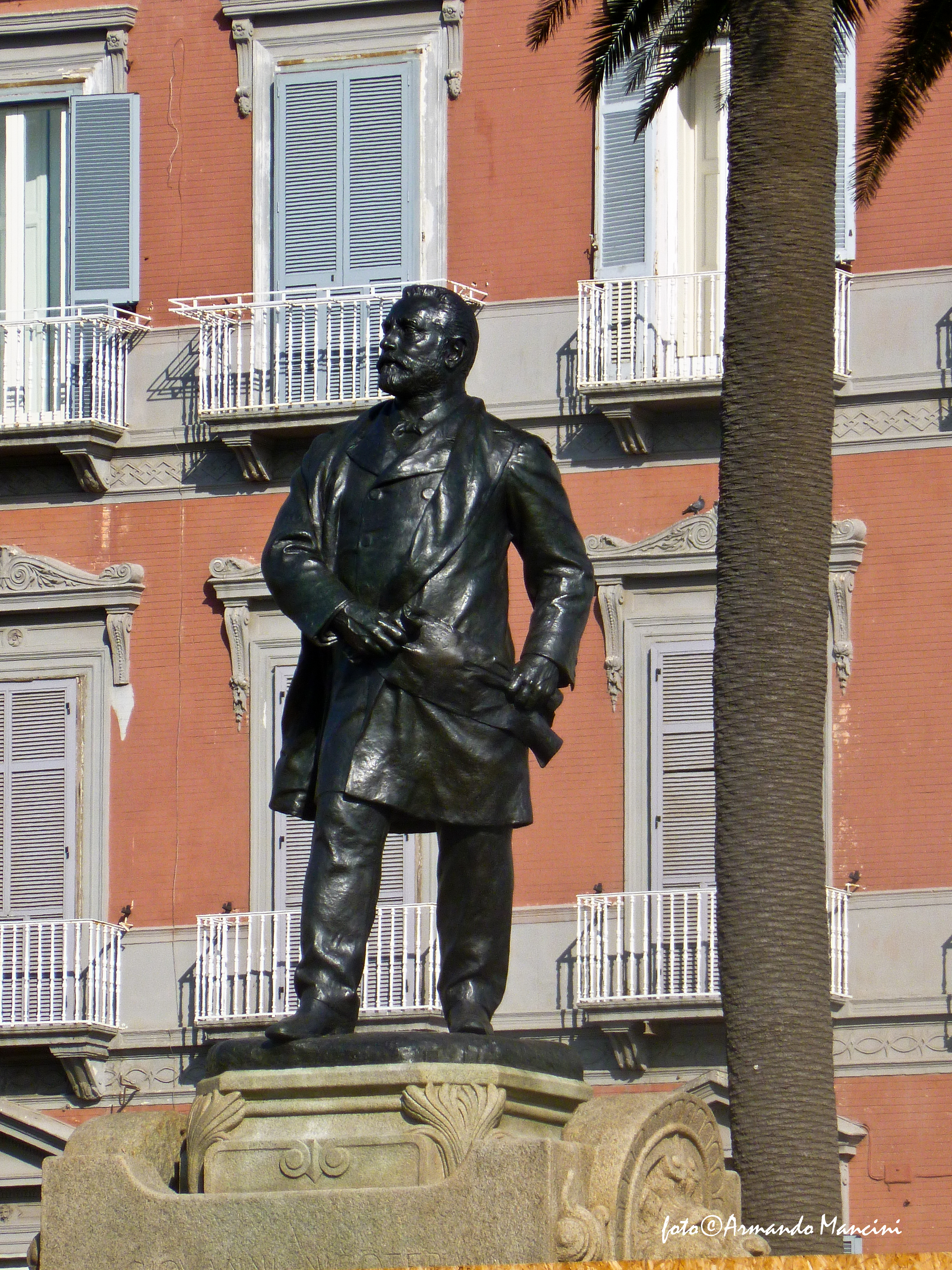
La statua di Giovanni Nicotera
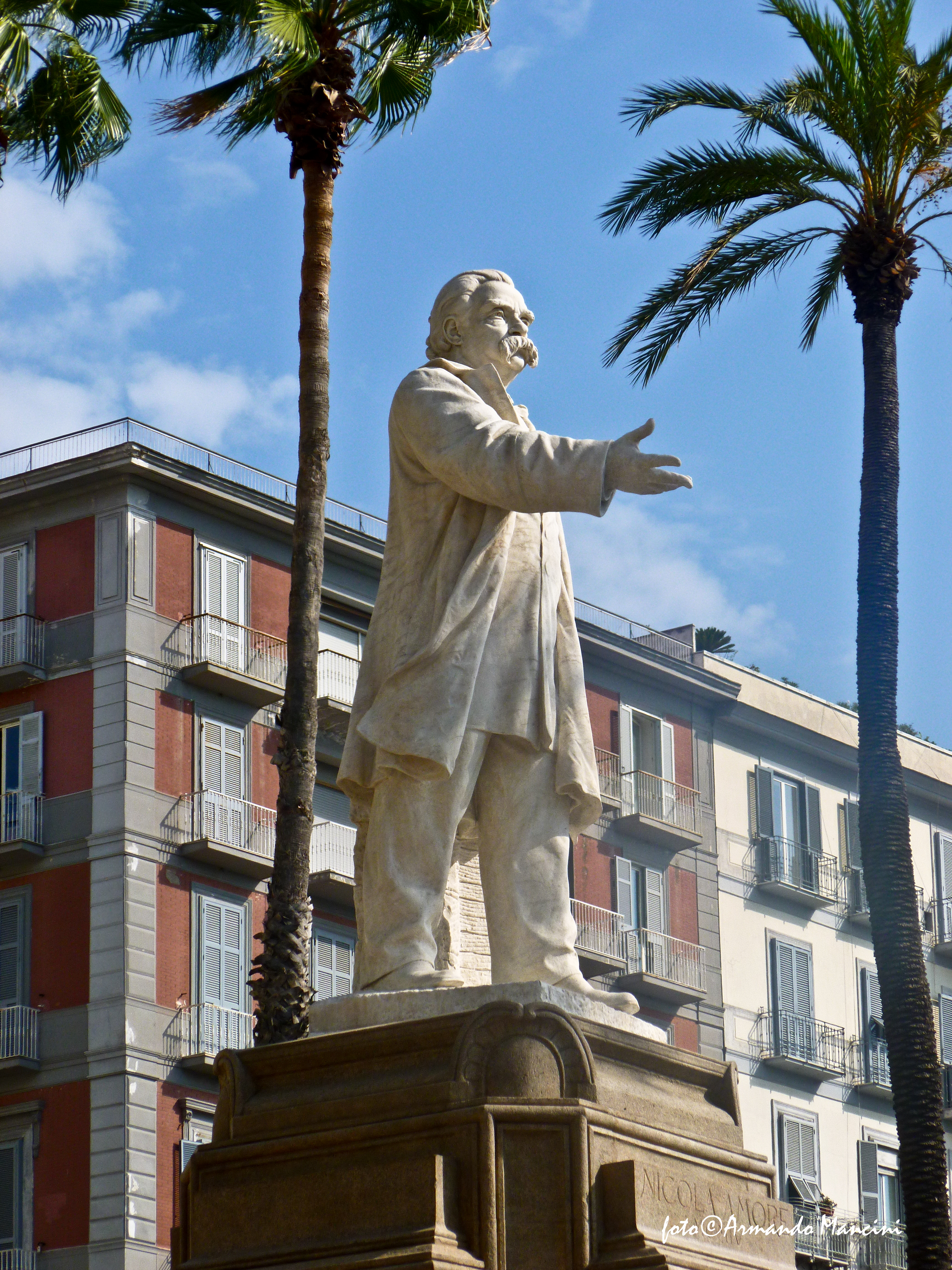
Statua di Nicola Amore